# Joruma semenula
Joruma semenula är en insektsart som beskrevs av Mcatee 1926. Joruma semenula ingår i släktet Joruma och familjen dvärgstritar.
Artens utbredningsområde är Kuba. Inga underarter finns listade i Catalogue of Life.